# Diocesi di Asti

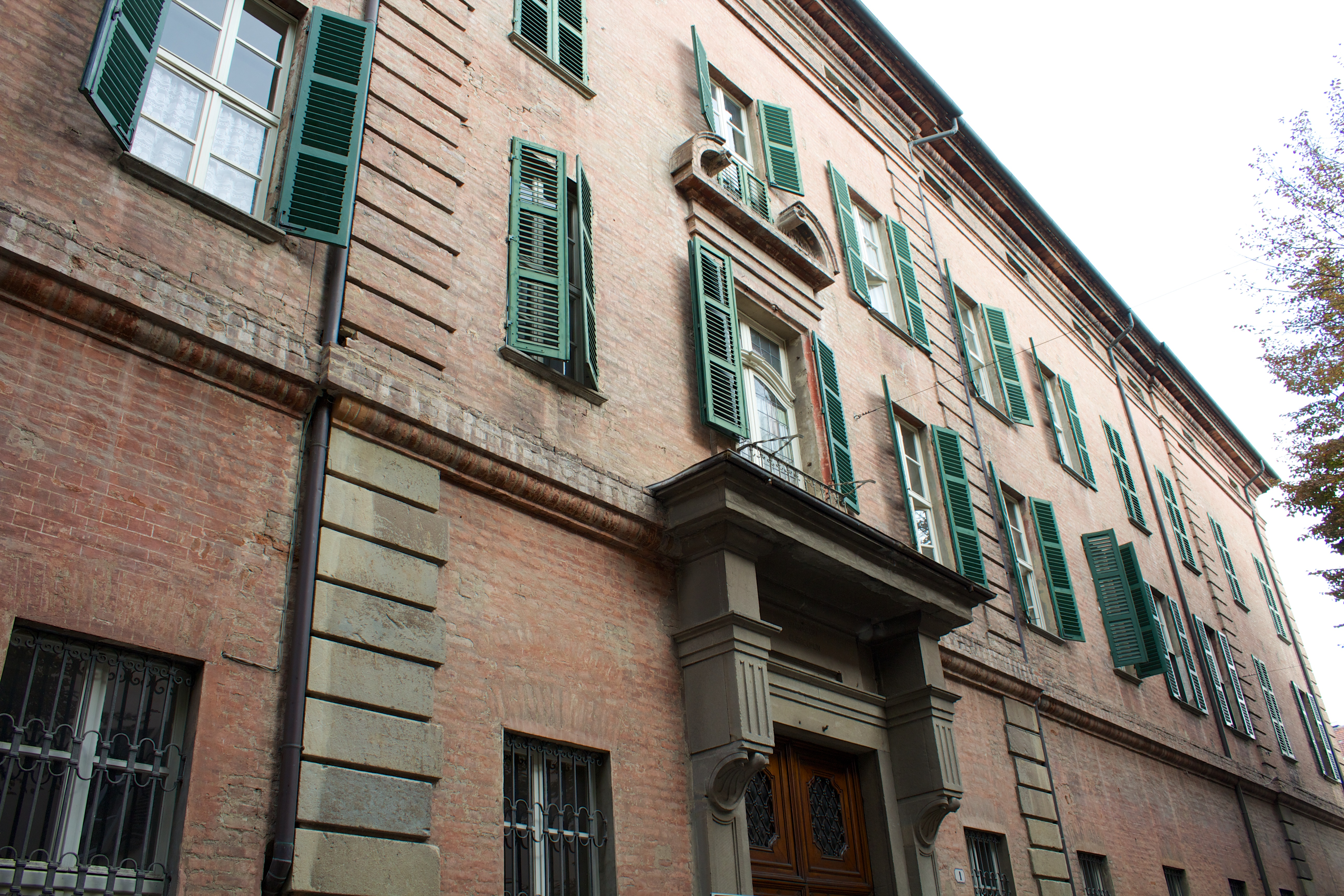
Il seminario vescovile di Asti.

La diocesi di Asti (in latino Dioecesis Astensis) è una sede della Chiesa cattolica in Italia suffraganea dell'arcidiocesi di Torino appartenente alla regione ecclesiastica Piemonte. Nel 2023 contava 144.000 battezzati su 156.109 abitanti. È retta dal vescovo Marco Prastaro.

## Territorio
La diocesi di Asti comprende parte della provincia di Asti, più alcuni comuni della città metropolitana di Torino e della provincia di Alessandria. Confina a nord con l'arcidiocesi di Torino e con la diocesi di Casale Monferrato, ad est con la diocesi di Alessandria, a sud con la diocesi di Acqui e la diocesi di Alba, ad ovest, infine, ancora con l'arcidiocesi di Torino.
Sede vescovile è la città di Asti, dove si trova la cattedrale di Santa Maria Assunta.
Il territorio della diocesi, che copre una superficie di 1.145 km², è diviso in 5 zone pastorali a loro volta composte da 123 aree minori, dette unità pastorali o parrocchie.

### Zone pastorali
Zona urbana
La zona urbana o cittadina di Asti comprende le parrocchie della cattedrale di Santa Maria Assunta, Santa Caterina, San Martino, San Paolo, San Secondo, San Silvestro, Santa Maria Nuova, Nostra Signora di Lourdes, Revignano e Vaglierano, Casabianca, Valleandona, Montegrosso Cinaglio, Sacro Cuore, Variglie, Santissima Annunziata di Ponte Tanaro, San Quirico, San Fedele, San Pietro, San Domenico Savio, San Giovanni Bosco, Viatosto.
Zona Asti Ovest
San Vincenzo, Santi Cosma e Damiano, San Pietro, Gorzano, Vascagliana, Cisterna, San Matteo, San Martino Alfieri, Ferrere, Tigliole, Pratomorone, Antignano, Celle Enomondo, Revigliasco, Villafranca d'Asti, Cantarana, Roatto, Maretto, Baldichieri d'Asti, Castellero, Cortandone, Monale, Villanova d'Asti, Savi, San Paolo Solbrito, Dusino San Michele, Valfenera, Villata, Isolabella, Cellarengo, Pralormo.
Zona Asti Nord
Montafia, Vignale, Capriglio, Cortazzone, Piovà Massaia, Albugnano, Mondonio, Pino, Cerreto
Montechiaro, Piea, Cortanze, Soglio, Villa San Secondo, Cossombrato, Corsione, Cunico, Frinco, Settime, Camerano Casasco, Cinaglio, Chiusano, Mombarone, Sessant, Serravalle.
Zona Asti Sud
Mongardino, San Marzanotto, Montegrosso d'Asti, Agliano Terme, Vigliano d'Asti, Mombercelli, Castelnuovo Calcea, Belveglio, Vinchio, Noche, Isola Santa Caterina, Isola San Pietro, Repergo, Costigliole d'Asti, Madonnina, Santa Margherita, Sant' Anna, Santissima Annunziata, Loreto, Motta, Boglietto, Bionzo, Colosso, Piana del Salto.
Zona Asti Est
Castell'Alfero, Callianetto, Portacomaro Stazione, Frinco, Castiglione, Portacomaro, Migliandolo, Scurzolengo, Caniglie, Castagnole Monferrato, Refrancore, Viarigi, Accorneri, Quarto, Valenzani, Castello di Annone, Crocetta, Cerro Tanaro, Rocchetta Tanaro, Rocca di Arazzo, Montemarzo, Azzano d'Asti, Santa Caterina di Rocca d'Arazzo, Quattordio, Masio, Abbazia

## Storia
La diocesi di Asti risale al IV secolo. Il primo vescovo astigiano, storicamente documentato, fu il vescovo Pastore, che intervenne ad un sinodo provinciale di Milano nel 451.
All'inizio la diocesi comprendeva un vastissimo territorio che includeva la diocesi di Mondovì, parte di quelle di Alba, di Alessandria, di Casale e di Cuneo, ed alcune parrocchie di Torino e Fossano. Il territorio in seguito venne ridimensionato per l'erezione delle diocesi di Alessandria (1175), di Mondovì (1388), di Casale (1474), di Saluzzo (1511), di Fossano (1592).
I vescovi di Asti nella seconda metà del X secolo ottennero dagli imperatori sassoni il potere temporale e spirituale sulla città e sull'ingentissimo patrimonio sparso per la vasta diocesi.
Ad Asti, sotto l'episcopato del vescovo Rozone (X secolo), venne per breve tempo aggregata interamente la diocesi di Alba.
Ma fu Oddone III che nel 1091 ottenne il potere comitale sulla città ed il suo territorio.
Nel 1775 fu inaugurato il nuovo seminario vescovile, opera di Benedetto Alfieri, su iniziativa del vescovo Paolo Maurizio Caissotti (1761-1786).
Lo stesso vescovo con atto di convenzione rogato il 3 luglio 1784 fece rinuncia al Regio Patrimonio dei diritti signorili e feudali che i vescovi di Asti detenevano - a volte più de iure che de facto - su 14 località dell'astigiano. Ottenne in cambio dal re Vittorio Amedeo III con lettere patenti datate 27 luglio 1784 il titolo di principe della Chiesa di Asti e una pensione annua di 12.000 lire piemontesi, oltre il privilegio di apporre la corona principesca al proprio stemma.
Con il periodo napoleonico abbazie, monasteri e luoghi di culto vennero spogliati degli arredi e venduti all'asta, altri caddero in rovina e molti furono abbattuti. Molti ordini monastici vennero soppressi, ridimensionando la presenza religiosa nella diocesi astigiana.
In occasione del riordino delle diocesi piemontesi voluto da Napoleone Bonaparte, furono soppresse 9 diocesi della regione, tra cui anche quella di Alba, come stabilito dal breve Gravissimis causis di papa Pio VII del 1º giugno 1803, il cui territorio fu unito a quello di Asti, che contestualmente entrò a far parte della provincia ecclesiastica di Torino. La sede di Alba fu ristabilita il 17 luglio 1817 con la bolla Beati Petri dello stesso Pio VII, e la diocesi di Asti rientrò nei confini attuali.
Tra Ottocento e Novecento, la diocesi rifiorì scoprendo una grande vocazione verso le iniziative sociali e missionarie. Tra i moltissimi religiosi astigiani impegnati nel sociale si elevano le figure di san Giuseppe Marello, fondatore degli Oblati di San Giuseppe e il cardinale Guglielmo Massaia, missionario in Etiopia.
La diocesi di Asti ha un suo settimanale d'informazione che si chiama Gazzetta d'Asti, fondato nel 1899.
Il 20 novembre 2022 la diocesi riceve la visita di papa Francesco, che incontra la comunità dalla quale emigrò suo padre e in particolare i suoi parenti.

## Cronotassi dei vescovi
Si omettono i periodi di sede vacante non superiori ai 2 anni o non storicamente accertati.
- Sant'Aniano † (V secolo)[5]
- Sant'Anastasio † (V secolo)[5]
- Pastore † (menzionato nel 451)
- Maiorano † (menzionato nel 465)
- Secondo † (VI secolo)[5]
- Benenato † (menzionato nel 680)
- Evasio † (685 - 713)[5]
- Evasino † (VIII secolo)[5]
- Egidolfo † (menzionato nell'864)
- Ilduino † (prima dell'876 - dopo il 1º agosto 880)
- Giuseppe † (prima del 15 febbraio 881 - dopo novembre 887 deceduto)
- Staurace † (prima di gennaio 892 - dopo gennaio 899 deceduto)
- Eilolfo † (prima di giugno 901 - dopo marzo 902 deceduto)
- Audace † (prima di luglio 904 - dopo marzo 926 deceduto)
- Bruningo † (prima di novembre 937 - dopo gennaio 964 deceduto)[6]
- Rozone † (prima di aprile 967 - dopo marzo 992 deceduto)[7]
- Pietro † (prima del 19 luglio 992 - dopo settembre 1005 deceduto o deposto)
- Alrico † (1008 - 7 dicembre 1036 deceduto)[8]
- Oberto I † (menzionato nel giugno 1037)
- Pietro II † (prima di novembre 1040 - dopo giugno 1043 dimesso)
- Guglielmo † (circa 1044 - dopo il 1049 circa)
- Girelmo † (circa 1054 - dopo maggio 1065 deceduto)
- Ingone † (circa 1066 - dopo il 3 novembre 1079 deceduto)
- Oddone o Ottone III † (prima del 25 giugno 1080 - dopo luglio 1098 deceduto)
- Landolfo di Vergiate † (prima di settembre 1103[9] - giugno 1132 deceduto)
- Oddone o Ottone IV † (prima di aprile 1133 - 8 agosto 1142[10] deceduto)
- Nazario I † (menzionato nel settembre 1143)
- Anselmo † (prima di novembre 1148 - dopo agosto 1172 deceduto)
- Guglielmo di Cabriano † (prima di luglio 1173 - 11 febbraio 1191 nominato arcivescovo di Ravenna)
- Nazario II † (prima del 5 maggio 1192 - dopo il 20 marzo 1196 deceduto)
- Bonifacio I † (prima di maggio 1198 - 29 gennaio 1206 destituito)
  - Sede vacante (1206-1210)[11]
- Guidetto † (prima di luglio 1210 - 1218 deceduto)
- Giacomo † (1219 - 1236 deceduto)
- Oberto Catena † (prima del 12 giugno 1236 - 28 settembre 1243 deceduto)
- Bonifacio II † (1243 - 1260 deceduto)
- Corrado Radicati † (marzo 1260 - 31 ottobre 1282 deceduto)
- Oberto III † (1282 - 18 settembre 1293 deceduto)
- Guido II Valperga † (20 settembre 1295 -  10 giugno 1327 deceduto)
- Arnaldo De Rosette † (17 aprile 1327 - 1348 deceduto)
- Baldracco Malabayla † (15 agosto 1348 - 1354 deceduto)
- Giovanni Malabayla † (3 luglio 1355 - 11 agosto 1376 nominato vescovo di Saint-Jean de Maurienne)
- Francesco Morozzo † (11 agosto 1376 - 1380 deceduto)[12]
- Francesco II Galli dei Piacentini † (1381 - dopo il 5 maggio 1408 deceduto)[13]
- Alberto Guttuario, O.S.B. † (11 dicembre 1409 - 16 luglio 1439 deceduto)
- Bernardo Landriano † (31 agosto 1439 - 18 marzo 1446 nominato vescovo di Como)
- Filippo Baudone Roero, O.P. † (2 ottobre 1447 - dopo il 9 giugno 1469 deceduto)
- Scipione Damiano † (18 dicembre 1469 - 17 luglio 1473 deceduto)
- Vasino I Malabayla † (6 agosto 1473 - 1475 dimesso)
- Pietro Damiano † (23 agosto 1475 - novembre 1496 deceduto)
- Raffaele di Ceva, O.F.M. † (16 novembre 1496 - 26 luglio 1499 nominato vescovo di Melfi)
- Antonio IV Trivulzio † (26 luglio 1499 - 31 luglio 1508 nominato vescovo di Piacenza)
- Alberto Roero † (31 luglio 1508 - 6 settembre 1508 nominato vescovo di Pesaro)
- Antonio IV Trivulzio † (9 gennaio 1509 - 26 settembre 1519 nominato vescovo di Piacenza) (per la seconda volta)
- Vasino II Malabayla † (26 settembre 1519 - dopo il 21 marzo 1525 deceduto)
- Fernando de Gerona, O.S.A. † (12 maggio 1525 - 23 marzo 1528 nominato vescovo di Venosa)[14]
- Ambrogio Talento † (23 marzo 1528 - 1528 deceduto)
  - Agostino Trivulzio † (25 settembre 1528 - 16 luglio 1529 dimesso) (amministratore apostolico)
- Scipione Roero † (16 luglio 1529 - 1536 deceduto)
  - Agostino Trivulzio † (1536 - 1547 dimesso) (amministratore apostolico, per la seconda volta)
- Bernardino della Croce, B. †  (27 aprile 1547 - 24 settembre 1548 nominato vescovo di Como)
- Gaspare Capris † (14 luglio 1550 - 19 ottobre 1568 deceduto)
- Domenico della Rovere, O.P. † (23 marzo 1569 - 19 marzo 1587 deceduto)
- Francesco Panigarola, O.F.M. † (28 settembre 1587 - 31 maggio 1594 deceduto)
- Cesare Benso † (24 ottobre 1594 - 18 dicembre 1595 deceduto)
- Giovanni Stefano Aiazza † (13 maggio 1596 - 27 ottobre 1618 deceduto)
- Isidoro Pentorio, B.  † (18 febbraio 1619 - dopo agosto 1622 deceduto)
- Ottavio Broglia † (11 marzo 1624 - ottobre 1647 deceduto)
  - Sede vacante (1647-1655)
- Paolo Vincenzo Roero, B. † (25 ottobre 1655 - ottobre 1665 deceduto)
- Marc'Antonio Tomati † (11 gennaio 1666 - 7 gennaio 1693 deceduto)
- Innocenzo Milliavacca † (8 giugno 1693 - 21 febbraio 1714 deceduto)
  - Sede vacante (1714-1727)
- Giovanni Todone † (25 giugno 1727 - 5 marzo 1739 deceduto)
  - Sede vacante (1739-1741)
- Giuseppe Felissano † (17 aprile 1741 - 1º aprile 1757 deceduto)
- Giovanni Filippo Antonio San Martino † (18 luglio 1757 - 7 giugno 1761 deceduto)
- Paolo Maurizio Caissotti † C.O. † (19 aprile 1762 - 8 agosto 1786 deceduto)
  - Sede vacante (1786-1788)
- Pietro Arborio Gattinara † (15 settembre 1788 - 12 gennaio 1809 deceduto)
  - Sede vacante (1809-1818)
  - François André Dejean † (18 febbraio 1809 - 4 maggio 1814) (illegittimo)
- Antonino Faà di Bruno † (16 marzo 1818 - 10 novembre 1829 deceduto)
  - Sede vacante (1829-1832)
- Michele Amatore Lobetti † (24 febbraio 1832 - 21 marzo 1840 deceduto)
- Filippo Artico † (14 dicembre 1840 - 21 dicembre 1859 deceduto)
  - Sede vacante (1859-1867)
- Carlo Savio † (27 marzo 1867 - 1º luglio 1881 deceduto)
- Giuseppe Ronco † (18 novembre 1881 - 5 agosto 1898 deceduto)
- Giacinto Arcangeli † (28 novembre 1898 - 6 febbraio 1909 deceduto)
- Luigi Spandre † (12 giugno 1909 - 1º aprile 1932 deceduto)
- Umberto Rossi † (14 maggio 1932 - 6 agosto 1952 deceduto)
- Giacomo Cannonero † (11 novembre 1952 - 1º agosto 1977 deceduto)
- Nicola Cavanna † (1º agosto 1977 succeduto - 20 febbraio 1980 deceduto)
- Franco Sibilla † (8 settembre 1980 - 16 marzo 1989 dimesso)
- Severino Poletto † (16 marzo 1989 - 19 giugno 1999 nominato arcivescovo di Torino)
- Francesco Guido Ravinale (21 febbraio 2000 - 16 agosto 2018 ritirato)
- Marco Prastaro, dal 16 agosto 2018

## Statistiche
La diocesi nel 2023 su una popolazione di 156.109 persone contava 144.000 battezzati, corrispondenti al 92,2% del totale.
| anno | popolazione | popolazione | popolazione | presbiteri | presbiteri | presbiteri | presbiteri                | diaconi | religiosi | religiosi | parrocchie |
| anno | battezzati  | totale      | %           | numero     | secolari   | regolari   | battezzati per presbitero | diaconi | uomini    | donne     | parrocchie |
| ---- | ----------- | ----------- | ----------- | ---------- | ---------- | ---------- | ------------------------- | ------- | --------- | --------- | ---------- |
| 1950 | 152.626     | 152.978     | 99,8        | 345        | 278        | 67         | 442                       |         | 392       | 350       | 131        |
| 1959 | 145.000     | 145.318     | 99,8        | 309        | 259        | 50         | 469                       |         | 52        | 550       | 138        |
| 1970 | 150.000     | 151.250     | 99,2        | 230        | 200        | 30         | 652                       |         | 35        | 510       | 139        |
| 1980 | 159.500     | 160.500     | 99,4        | 228        | 178        | 50         | 699                       | 3       | 61        | 435       | 139        |
| 1990 | 149.776     | 152.042     | 98,5        | 174        | 154        | 20         | 860                       | 7       | 25        | 306       | 128        |
| 1999 | 148.742     | 152.063     | 97,8        | 161        | 125        | 36         | 923                       | 7       | 43        | 295       | 128        |
| 2000 | 149.019     | 153.987     | 96,8        | 154        | 123        | 31         | 967                       | 7       | 37        | 274       | 128        |
| 2001 | 147.500     | 154.260     | 95,6        | 150        | 117        | 33         | 983                       | 7       | 40        | 258       | 128        |
| 2002 | 147.400     | 154.500     | 95,4        | 140        | 111        | 29         | 1.052                     | 6       | 36        | 234       | 128        |
| 2003 | 148.500     | 152.000     | 97,7        | 145        | 111        | 34         | 1.024                     | 6       | 42        | 235       | 128        |
| 2004 | 148.401     | 153.401     | 96,7        | 137        | 104        | 33         | 1.083                     | 6       | 41        | 209       | 128        |
| 2006 | 147.900     | 153.220     | 96,5        | 140        | 102        | 38         | 1.056                     | 6       | 45        | 193       | 128        |
| 2012 | 142.900     | 155.900     | 91,7        | 121        | 84         | 37         | 1.180                     | 11      | 39        | 169       | 126        |
| 2015 | 152.000     | 162.257     | 93,7        | 126        | 94         | 32         | 1.206                     | 12      | 37        | 146       | 126        |
| 2018 | 148.000     | 158.000     | 93,7        | 116        | 82         | 34         | 1.275                     | 12      | 40        | 121       | 126        |
| 2020 | 151.400     | 161.633     | 93,7        | 101        | 73         | 28         | 1.499                     | 18      | 32        | 141       | 126        |
| 2022 | 145.500     | 157.867     | 92,2        | 80         | 64         | 16         | 1.818                     | 18      | 19        | 108       | 126        |
| 2023 | 144.000     | 156.109     | 92,2        | 80         | 60         | 20         | 1.800                     | 18      | 23        | 101       | 123        |